# Geografia Mozambicului
Geografia Mozambicului: Suprafața Mozambicului este de 799.380 km². Granițele statului sunt cu: Tanzania (756 km), Malawi (1.569 km), Zambia (419 km), Zimbabwe (1.231 km), Africa de Sud (491 km) și cu Swaziland (105 km). Lungimea țărmului la Oceanul Indian fiind de 2.470 km.
Capitala statului este Maputo (1.217.000 loc.). Cele mai mari orașe: Beira, Nampula, Chimoio.
Are o populație de 19.420.000 locuitori (densitatea 24 loc./km²). Limba oficială este portugheza, dar în țară se vorbesc aprox. 60 de limbi și dialecte locale printre care bantu și swahili. Moneda: Metical.
Cel mai înalt munte: Binga (2.436 m)
Cele mai lungi ape curgătoare: Zambezi, Limpopo, Ruvuma, Sabi.
Cel mai mare lac: Nyasa